# Poker pięciokartowy dobierany
Poker pięciokartowy  (ang. Five-card draw) – wariant pokera, w którym: 
- gracze otrzymują po pięć kart z talii składającej się z 32 kart (od 7) lub z 24 kart (od 9).
- Następnie pozbywają się niepotrzebnych kart (maksymalnie 4) ze swoich pięciu, można także pozostawić wszystkie karty w ręce.
- Później dobiera z talii tyle kart, aby miał ich pięć.

Wygrana:
W przypadku okazania kart wygrywa gracz lub gracze którzy posiadają najsilniejszy układ kart według starszeństwa układów.
Jeśli w grze pozostanie tylko jeden gracz podczas gdy inni gracze spasują, wygrywa on pulę niezależnie od posiadanych kart.
Do gry wykorzystuje się żetony pokerowe.